# Lymantria atala
Lymantria atala är en fjärilsart som beskrevs av Swinhoe 1923. Lymantria atala ingår i släktet Lymantria och familjen tofsspinnare. Inga underarter finns listade i Catalogue of Life.